# Planossolo

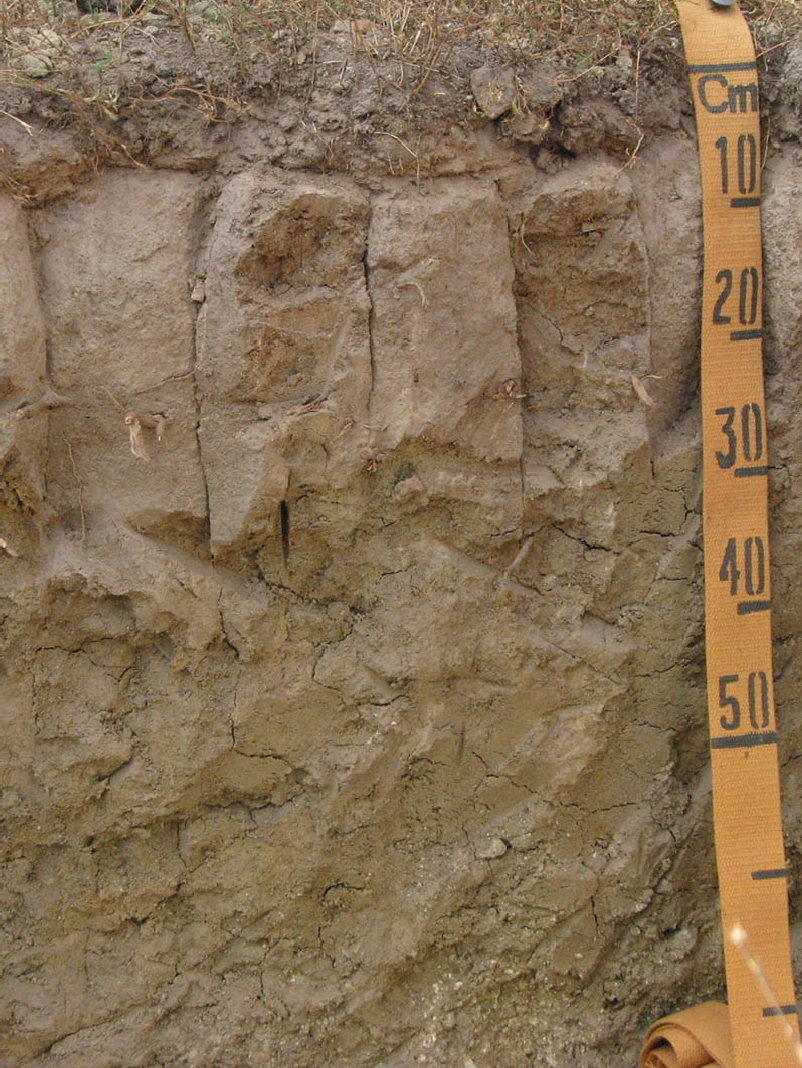
Planossolo Nátrico (Sistema Brasileiro de Classificação dos Solos, 2018)

Planossolo (Do latim “planus” – plano) é uma ordem de solo caracterizada por horizonte subsuperficial B plânico, sendo este constituído por um alto teor de argila, argila dispersa, adensado, e estrutura bem desenvolvida (colunar, bloco-subangular ou bloco-angular) ou maciça. O horizonte B em contraste com o sobrejacente A ou E demonstra diferenciação por mudança textural abrupta ou por transição abrupta. Em decorrência desses atributos, a permeabilidade do Planossolo é reduzida e propicia a formação de lençol de água suspenso temporário; a sujeição a períodos de anoxia favorece reações de redução e, por consequência, a expressão de cores acinzentadas, escurecidas, e mosqueados.

## Representatividade
Esta ordem configura o 8º solo com maior extensão territorial do Brasil, com uma área aproximada de 235.011 km² (2,76%), encontrados principalmente na região Nordeste, Centro-Oeste e Sul.A má drenagem favorece o cultivo de arroz irrigado no sul do Brasil.

## Correlação
Os Planossolos Háplicos podem ser correlacionados aos Planosol (Base de Referência Mundial para Recursos de Solos - WRB), enquanto os Planossolos Nátricos são correlaciodos aos Solonetz (WRB). Em relação à Soil Taxonomy, os Planossolos possuem características similares aos Alfisols e Ultisol.

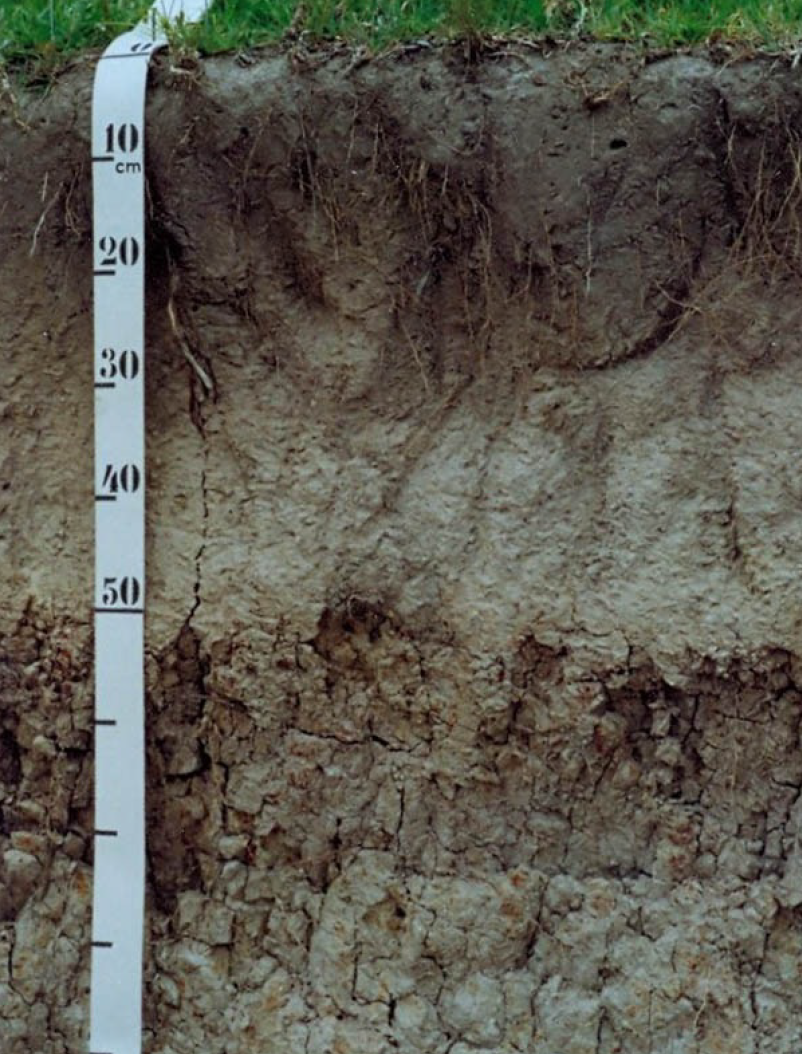
Planossolo Háplico (Sistema Brasileiro de Classificação de Solos, 2018)

São solos constituídos por material mineral com horizonte A ou E seguidos de horizonte B plânico, não coincidente com horizonte plíntico ou glei.

## Subdivisões

### Planossolos Nátricos
Planossolos que apresentam elevados teores de sódio trocável (caráter sódico - porcentagem de sódio trocável maior ou igual 15%). Geralmente ocorrem nas regiões nordeste  e centro-oeste. 

### Planossolos Háplicos
Outros Planossolos que não possuem caráter sódico.